# Emmanuel Thumbé
Emmanuel Thumbé SOCist (* 15. April 1712 in Freiburg; † 22. August 1761 in Romont) war ein Schweizer römisch-katholischer Geistlicher.

## Leben

### Familie
Emmanuel Thumbé entstammte einer begüterten Patrizierfamilie; von seinen Geschwistern sind namentlich bekannt:
- Jean-Jacques Thumbé, Gerichtsvollzieher von St. Aubin;
- Jean-Louis Thumbé, Kartäuser.

### Werdegang
Emmanuel Thumbé legte 1730 im Kloster Hauterive sein Ordensgelübde ab, 1736 erfolgte seine Weihe zum Priester. Er wurde Prior von Kloster Vaux-la-Douce in der Champagne und am 1. April 1754, als Nachfolger von Abt Antoine Constantin Maillardoz († 1754), zum Abt des Klosters Hauterive gewählt. 
1758 lehnte er das Amt des Bischofs von Lausanne ab, das ihm beim Tod von Joseph Hubert de Boccard angeboten worden war.
Nach seinem Tod folgte ihm mit der Wahl vom 4. September 1761 Bernhard Emmanuel von Lenzburg als Abt des Klosters.